# 姫路市立八幡小学校
姫路市立八幡小学校（ひめじしりつ やわたしょうがっこう）は、兵庫県姫路市広畑区西蒲田にある公立小学校。

## 沿革
- 1873年（明治6年）2月 - 才村徳圓寺に啓章小学校が、蒲田村誓福寺に康済小学校が、西蒲田村字権六に勧亡民小学校が、それぞれ開校。
- 1874年（明治7年）2月 - 康済小学校と勧亡民小学校が合併し、三蒲小学校となる。
- 1887年（明治20年）3月 - 啓章・三蒲両校が飾磨郡第11番学区斯文簡易小学校・飾磨郡第15番学区温知簡易小学校にそれぞれ改称。
- 1893年（明治26年）9月 - 両校が統合し、八幡尋常小学校となる。この年を八幡小学校の創立年とする。
- 1904年（明治37年）4月 - 高等科を設置、八幡尋常高等小学校と改称。
- 1941年（昭和16年）4月 - 広畑町立八幡国民学校と改称。
- 1946年（昭和21年）3月 - 市町村合併により姫路市立八幡国民学校と改称。
- 1947年（昭和22年）4月 - 姫路市立八幡小学校と改称。
- 1972年（昭和47年）
  - 4月 - 鉄筋校舎第1期工事竣工。以後、1981年3月の第9期工事まで鉄筋校舎化工事が行われた。
  - 7月 - プール完成。
- 1993年（平成5年）9月 - 創立100周年記念式典を挙行。
- 1996年（平成8年）
  - 3月 - プール全面改修工事完成。
  - 8月 - 南校舎西側全面改修工事完成。
- 1997年（平成9年）8月 - 南校舎東側全面改修工事完成。
- 2000年（平成12年）4月 - 道徳教育推進校(市指定)。
- 2002年（平成14年）8月 - 北校舎大規模改修及び耐震補強工事完成。
- 2012年（平成24年）2月 - 体育館大規模改修。
- 2017年（平成29年）8月 - 北校舎大規模改修。

出典

## 通学区域
- 姫路市広畑区
  - 蒲田、蒲田1～5丁目、西蒲田、城山町、才（広畑小学校校区及び広畑第二小学校校区を除く）、則直（広畑第二小学校校区を除く）、東夢前台4丁目、西夢前台4～8丁目

## 進学先中学校
公立学校は、姫路市立夢前中学校へ進学する。

## 周辺
- 姫路市立八幡幼稚園
- 姫路西蒲田郵便局
- 夢前川

## アクセス
- 神姫バス 八幡小学校にて下車
- 兵庫県道417号広畑青山線沿い
- 姫路バイパス 姫路西ランプから南東へ300m

## 通学区域が隣接している学校
- 姫路市立勝原小学校
- 姫路市立広畑第二小学校
- 姫路市立広畑小学校
- 姫路市立英賀保小学校
- 姫路市立荒川小学校
- 姫路市立高岡小学校
- 姫路市立高岡西小学校
- 姫路市立青山小学校
- 太子町立太田小学校